# Neon minutus
Neon minutus är en spindelart som beskrevs av Zabka 1985. Neon minutus ingår i släktet Neon och familjen hoppspindlar. Inga underarter finns listade i Catalogue of Life.